# Portishead (album)
Portishead – drugi album studyjny zespołu o tej samej nazwie, wydany 16 września w Wielkiej Brytanii 1997 roku przez wytwórnię Go! Discs oraz 7 października w Stanach Zjednoczonych przez Go! Discs i London Records.

## Album

### Lista utworów
Informacje według Discogs:
| 1.  | „Cowboys” (Barrow, Gibbons)                                    | 4:38  |
|     |                                                                |       |
| 2.  | „All Mine” (Barrow, Gibbons & Utley)                           | 3:59  |
|     |                                                                |       |
| 3.  | „Undenied” (Barrow, Gibbons)                                   | 4:18  |
|     |                                                                |       |
| 4.  | „Half Day Closing” (Barrow, Gibbons & Utley)                   | 3:49  |
|     |                                                                |       |
| 5.  | „Over” (Barrow, Gibbons & Utley)                               | 4:00  |
|     |                                                                |       |
| 6.  | „Humming” (Barrow, Gibbons & Utley)                            | 6:02  |
|     |                                                                |       |
| 7.  | „Mourning Air” (Barrow, Gibbons & Utley)                       | 4:11  |
|     |                                                                |       |
| 8.  | „Seven Months” (Barrow, Gibbons & Utley)                       | 4:15  |
|     |                                                                |       |
| 9.  | „Only You” (Barrow, Gibbons, Utley, Thorne, Hardson & Stewart) | 4:59  |
|     |                                                                |       |
| 10. | „Elysium” (Barrow, Gibbons & Utley)                            | 5:54  |
|     |                                                                |       |
| 11. | „Western Eyes” (Barrow, Gibbons & Utley)                       | 3:57  |
|     |                                                                |       |
|     |                                                                | 50:02 |
|     |                                                                |       |

### Muzycy
- Adrian Utley – gitara basowa (utwory: 2, 4, 5, 7, 9), gitara (utwory: 1, 2, 4, 5, 7 to 10), fortepian („Western Eyes”), Rhodes („Only You”), syntezator Mooga (utwory: 4, 6)
- Geoff Barrow – perkusja (utwory: 4, 5, 9)
- Clive Deamer – perkusja (utwory: 1, 6, 8, 11)
- S. Atkins – dodatkowy wokal (utwory: 1, 11)
- A.Hague, B.Waghorn, J.Cornick – rogi („All Mine”)
- J.Cornick – puzon („Mourning Air”)
- S.Cooper – skrzypce („Half Day Closing”)
- John Baggott – organy („Only You”), fortepian („Elysium”)

### Pozostałe informacje
- aranżacja smyczków i rogów – Adrian Utley
- orkiestracja i dyrygowanie smyczkami – Nick Ingman
- produkcja muzyczna – Geoff Barrow, Adrian Utley, Beth Gibbons i Dave McDonald

## Odbiór

### Opinie krytyków
| Oceny łączne                      | Oceny łączne |
| Publikacja                        | Ocena        |
| --------------------------------- | ------------ |
| Album of the Year                 | 82/100       |
| Recenzje                          |              |
| Publikacja                        | Ocena        |
| AllMusic                          | [ 7 ]        |
| Robert Christgau                  | B-           |
| Entertainment Weekly              | A            |
| Los Angeles Times                 | [ 10 ]       |
| Music Week                        | [ 11 ]       |
| NME                               | 8/10         |
| Pitchfork Media                   | 8.2/10       |
| Porcys                            | 7.2/10       |
| Q                                 | [ 15 ]       |
| The New Rolling Stone Album Guide | [ 16 ]       |
| Rolling Stone                     | [ 17 ]       |
| Slant Magazine                    | [ 18 ]       |
| Spin                              | 9/10         |
| Sputnikmusic                      | 3.5/5.0      |

Zdaniem Stephena Thomasa Erlewine’a z AllMusic „dźwięki na Portishead sprawiają, że jest to imponująca kontynuacja [poprzedniego albumu], ale to, co przypieczętowuje jego sukces, to niezwykłe pisanie piosenek. Na całym albumie grupa tworzy nienaganne, współczesne, płomienne piosenki, od przerażającego, monotonnego 'Cowboys' po 'All Mine', które uzasadniają drobiazgową, wciągającą produkcję. Końcowym rezultatem jest album, który z każdym odsłuchem ujawnia więcej i staje się bardziej urzekający i porywający za każdym razem, kiedy jest odtwarzany.
Również Borys Dejnarowicz z magazynu Porcys ocenia, że „drugi album Portishead jest kontynuacją pierwszego wydawnictwa. (…)  Ogólnie mamy do czynienia z albumem równym, bez większych wpadek”, zaś Gibbons jako autorka tekstów, „ewoluuje tu w stronę swobodnie manifestowanego feminizmu, zaborczego i władczego, czego największy wyraz daje w 'All Mine'”. 
„Nowa płyta Portishead jest inna, ale bardzo podobna” – uważa Ryan Schreiber z magazynu Pitchfork Media precyzując: „Brzmienie Portishead jest uderzająco podobne do tego z przełomowego Dummy z 1994 roku. Różnica polega na samplowaniu. Melodie są tu bardziej poszarpane niż na Dummy, a bolesne wrzaski Beth Gibbons są bardziej dystyngowane i dramatyczne”.
Steve Hochman z dziennika Los Angeles Times dał albumowi maksymalną notę (4 gwiazdki z czterech) nazywając Beth Gibbons jedną z najlepszych wokalistek popowych, obok Sinéad O’Connor i Björk.
Maksymalną notę (pięć gwiazdek z pięciu) dał albumowi również Andrew Harrison z magazynu Q. Według niego zespół Portishead i jego płyta należą do najlepszych rzeczy, jakie muzyka pop ma do zaoferowania. Muzyka albumu to „progresywny, niezawodny i wyrazisty pop” (podobnie jak w przypadku Radiohead), „niekończący się zestaw zabawek z nieokiełznanymi dźwiękami” (jak u The Prodigy) i opowiadanie „z instynktowną bezpośredniością o uniwersalnych rzeczach” (jak Oasis). „W dzisiejszych czasach, gdy każda garstka miernot uważa się za najlepszy zespół na świecie, a każdy album jest najwspanialszym, jaki kiedykolwiek powstał, Portishead może posłużyć do pokazania kilku osobom, czym naprawdę jest arcydzieło” – konstatuje autor.
Kolejnym recenzentem, który wyróżnił album maksymalną oceną (A) jest Tom Lanham z Entertainment Weekly. Nazwał on album „drugim upiornym maratonem od chłodnego brytyjskiego combo”. Sample Geoffa Barrowa określił jako „szkieletowe”, brzmienie instrumentów klawiszowych jako „pogrzebowe”, zaś głos Beth Gibbons jako „chirurgiczno-stalowy”.
Według Sala Cinquemaniego ze Slant Magazine „teren [na nowym albumie] jest bardziej skomplikowany, krawędzie są ostrzejsze, a Portishead jest czasami bardziej uciążliwym słuchaczem niż jego poprzednik.” Jednak „to, co jest również godne uwagi w przypadku Portishead, to nie tylko to, jak dobrze napisany jest ten album, ale także to, jak dobrze wykonane i napędzane gitarami są piosenki, które bez wątpienia oczarowały ich krytyków rockowych w tamtym czasie”.
„Cała ta płyta jest ćwiczeniem w jałowej klaustrofobii, jakby Portishead spędził ostatnie trzy lata zagłębiając się coraz głębiej w zapatrzony w siebie, zamknięty w sobie świat. W tym momencie możemy mieć tylko nadzieję – dla ich dobra i dla słuchaczy – że wkrótce wyjdą na powietrze” – ocenia Elisabeth Vincentelli z magazynu Rolling Stone.

### Listy
| Kraj              | Lista                      | Pozycja |
| ----------------- | -------------------------- | ------- |
| Australia         | Australian Charts          | 2       |
| Austria           | Austrian Charts            | 6       |
| Belgia            | Ultratop (Flandria)        | 9       |
| Belgia            | Ultratop (Walonia)         | 23      |
| Europa            | European Albums            | 4       |
| Finlandia         | Suomen virallinen lista    | 14      |
| Francja           | Les Charts                 | 3       |
| Holandia          | Dutch Charts               | 31      |
| Kanada            | Billboard Canadian Albums  | 5       |
| Niemcy            | Offizielle Deutsche Charts | 7       |
| Norwegia          | VG-lista                   | 7       |
| Nowa Zelandia     | New Zealand Charts         | 1       |
| Stany Zjednoczone | Billboard 200              | 21      |
| Stany Zjednoczone | Top Album Sales            | 21      |
| Stany Zjednoczone | Top Current Album Sales    | 21      |
| Szkocja           | Scottish Albums Chart      | 3       |
| Szwajcaria        | Schweizer Hitparade        | 11      |
| Szwecja           | Swedish Charts             | 6       |
| Wielka Brytania   | UK Albums Chart            | 2       |

| Kraj            | Lista              | Pozycja |
| --------------- | ------------------ | ------- |
| Europa          | European Albums    | 45      |
| Nowa Zelandia   | New Zealand Albums | 43      |
| Wielka Brytania | UK Albums          | 69      |

| Kraj          | Lista              | Pozycja |
| ------------- | ------------------ | ------- |
| Nowa Zelandia | New Zealand Albums | 32      |

### Certyfikaty sprzedaży
- Australia (ARIA) – złota płyta (6 listopada 1997)[44]
- Belgia (BEA) – złota płyta (24 października 1997)[45]
- Kanada (Music Canada) – złota płyta (14 października 1997)[46]
- Szwajcaria (IFPI Szwajcaria) – złota płyta (1999)[47]
- Wielka Brytania (BPI) – platynowa płyta (22 lipca 2013)[48]
- Europa (IFPI) – platynowa płyta (2007)[49]

### Wyróżnienia
- 2021 – 6. miejsce na liście The 20 Best Trip-Hop Albums of All Time magazynu Slant Magazine[50]